# Акубра

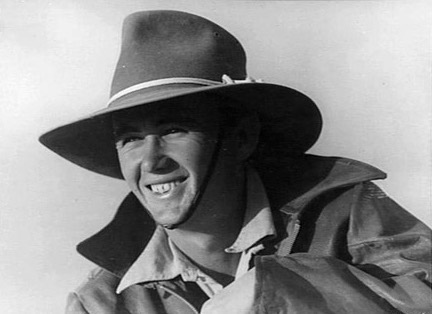

Акубра — шляпа, с высокой округлой тульёй, вогнутой сверху, и с широкими подогнутыми вверх по бокам большими полями. Изготавливается из шерсти австралийского кролика. Популярна в сельской местности Австралии. Австралийская мужская шляпа каскада. Имеется и другой вид — Тобаранетели.
Название бренда «Акубра» впервые было использовано в 1912 году Сиднейской компанией, изготавливающей шляпы с 1870 года. Её носит главный герой в фильме «Данди по прозвищу „Крокодил“».